# Subtipos de VIH
Uno de los obstáculos al tratamiento del virus de immunodeficiencia humano es su alta variabilidad genética. Este problema son los subtipos de VIH.
El VIH se ha dividido en dos tipos: VIH-1 y VIH-2. El VIH-1 está relacionado con los virus encontrados en los chimpancés y los gorilas que viven en África occidental, mientras que el VIH-2 está relacionados con los virus encontrados en el primate africano del oeste; el mangabey gris. El VIH-1 puede ser dividido a grupos más específicos, así el Grupo M predomina y es el responsable de la Pandemia de VIH/sida. El Grupo M puede ser más lejano al subdividirse a los subtipos basados en datos de secuencia genética. Se sabe que algunos de los subtipos pueden ser más virulento o es más resistente a medicaciones diferentes. Así mismo, el VIH-2 es menos virulento y transmisible que VIH-1 del grupo M, a pesar de esto el VIH-2 también puede causar sida.

## VIH-1
VIH-1 es la cepa más común y patógena del virus. Los científicos dividen al VIH-1 en un grupo importante (Grupo M) y dos o más grupos menores, concretamente los Grupos N, O y posiblemente un grupo P. Se cree que cada grupo representa una transmisión independiente de SIV a los humanos (pero subtipos dentro de un grupo no). Un total de 39 ORFs se han encontrado en seis lecturas posible marcos (RFs) de VIH-1 en genoma una secuencia completa, pero solo unos cuantos de ellos son funcionales.

### Grupo M
La "M" significa "mayor", este es por lejos el tipo más común de VIH, con más del 90% de los casos del mundo que desarrollan sida. Este importante virus de VIH fue la fuente de la pandemia de 1960 y se mantiene que el virus se originó en los años 1920 en Léopoldville, el Congo belga, hoy conocido como Kinshasa, el cual es ahora la capital de la República Democrática de Congo (RDC). El Grupo M es subdividido más allá a clases, y se los llamó subtipos, aquellos también se les asigna una letra. Allí también está "circulando recombinant formas" o CRFs derivó de recombinación entre virus de subtipos diferentes y a cada cual se les ha dado un número. El CRF12_BF, por ejemplo, es una recombinación entre subtipos B y F.
- Subtipo A es común en África Del oeste.[5]
- Subtipo B es la forma dominante en Europa, la América, Japón, y Australia.[6] Además, subtipo B es la forma más común en el Oriente Medio y África Del norte.[7] Esté exportado de África cuándo los profesionales haitianos visitaron Kinshasa en los años 1960 y lo trajeron a Haití en 1964.[4]
- Subtipo C es la forma dominante en África Del sur, África Oriental, India, Nepal, y partes de China.[6]
- Subtipo D es generalmente sólo visto en África Oriental y central.[6]
- Subtipo E está encontrado en Al sureste Asia cuál es la forma dominante para heterosexuales cuando índice de transmisión es mucho más alto que la mayoría otros subtipos.[cita requerida]
- Subtipo F ha sido encontrado en África central, América Del sur y Europa Oriental.[8]
- G de subtipo (y el CRF02_AG) ha sido encontrado en África y Europa central.[8]
- Subtipo H está limitado a África central.[8]
- Subtipo era originalmente utilizado para describir una tensión que es ahora accounted para tan CRF04_cpx, con el cpx para una "recombinación" compleja de varios subtipos.
- Subtipo J es principalmente encontrado en Del norte, África Central y Del oeste, y el Caribe[9]
- Subtipo K está limitado a la República Democrática de Congo (DRC) y Camerún.[8]

El movimiento espacial de estos subtipos movió a lo largo de los ferrocarriles y vías acuáticas de la República Democrática de Congo (DRC) de Kinshasa a estos otras áreas. Estos subtipos son a veces más allá partidos a sub-subtipos como Un1 y Un2 o F1 y F2. [ cita necesitada] En 2015, la tensión CRF19, un recombinant de subtipo Un, subtipo D y G de subtipo, con un subtipo D protease, estuvo encontrado para ser fuertemente asociado con progresión rápida a #sida en Cuba. Esto no es pensado para ser una lista completa o final y no se descarta que tipos más complejos probablemente pueden ser encontrados.

### Grupo N
El 'N' posiciones para "no-M, no-O". Este grupo estuvo descubierto por un equipo Franco-Cameruniano en 1998, cuándo identificaron y aislaron el VIH-1 tensión de variante, YBF380, de una mujer camerunesa que murió de SIDA en 1995. Cuándo probaron, el YBF380 variante reaccionada con un envelope antigen de VIScpz (visur de la inmunodeficiéncia símia de chimpanzé) más que con Grupo M o Grupo O, indicándolo era de hecho una tensión novel de VIH-1. Cuando de 2015, menos de 20 Grupo N las infecciones han sido grabadas.

### Grupo O
El O ("Outlier") el grupo ha infectado aproximadamente 100,000 personas localizadas en el centro y oeste de África, no es normalmente visto fuera de aquella área. Es según se dice más común en Camerún, donde en 1997 una encuesta encontró que aproximadamente el 2% de las muestras de VIH+ eran del Grupo O. El grupo causó alguna preocupación porque no podía ser detectado por versiones tempranas de pruebas de VIH-1. Las pruebas actuales de VIH si detecta los Grupo O y Grupo N.

### Grupo P
En 2009, un VIH nuevamente analizado la secuencia estuvo informada para tener semejanza más grande a un simian virus de immunodeficiencia recientemente descubierto en gorilas salvajes (SIVgor) que a SIVs de chimpancés (SIVcpz). El virus había sido aislado de una mujer camerunesa que reside en Francia quién estuvo diagnosticado con VIH-1 infección en 2004. Los científicos que informan esta secuencia colocada él en un Grupo propuesto P "pendiente la identificación de casos humanos más lejanos".

## VIH-2
VIH-2 no ha sido ampliamente reconocido fuera de África. El primer caso en los Estados Unidos sucedió en 1987. Muchas pruebas para VIH-1 también detectan el VIH-2.
Cuando de 2010,  hay 8 VIH sabido-2 grupos (Un a H). De estos, sólo agrupa Un y B es pandemic. Grupo Un está encontrado principalmente en África Del oeste, pero también ha extendido globalmente a Angola, Mozambique, Brasil, India, Europa, y los EE.UU.. A pesar de la presencia de VIH-2 globalmente, Grupo B es principalmente limitado a África Del oeste. A pesar de su confinamiento relativo, VIH-2 tendría que ser considerado en todos los pacientes que exhiben síntomas de VIH aquello no sólo proviene África Del oeste, pero también cualquiera quién ha tenido cualquier cuerpo transferencia fluida con una persona de África Del oeste (i.e. la aguja que comparte, contacto sexual, etc.).
VIH-2 es estrechamente relacionado con simian virus de immunodeficiencia endémico en sooty mangabeys (Cercocebus atys atys) (SIVsmm), una especie de mono que habita los bosques de África Del oeste Litoral. Los análisis filogenéticos muestran que el virus más estrechamente relacionado con las dos tensiones de VIH-2 cuáles extienden considerablemente en humanos (VIH-2 grupos Un y B) es el SIVsmm encontrado en el sooty mangabeys del Tai bosque, en Costa de Marfil occidental.
Hay seis VIH sabido adicional-2 grupos, cada cual habiendo sido encontrado en justo una persona. Ellos todos parecen para derivar de transmisiones independientes de sooty mangabeys a humanos. Grupos C y D ha sido encontrado en dos personas de Liberia, grupos E y F ha sido descubierto en dos personas de Sierra Leona, y G de grupos y H ha sido detectado en dos personas de la Costa de Marfil. Cada cual de este VIH-2 tensiones, para qué humanos son probablemente anfitriones de fin muerto, es más estrechamente relacionado con SIVsmm tensiones de sooty mangabeys viviendo en el mismo país donde la infección humana estuvo encontrada.

## Diagnóstico
VIH-2 diagnosis puede ser hecha cuándo un paciente no tiene ningún síntoma pero trabajo de sangre positiva que indica el @individual tiene VIH. El Multispot VIH-1/VIH-2 Prueba Rápida es actualmente el único FDA método aprobado para tal diferenciación entre los dos virus. Recomendaciones para la exploración y diagnosis de VIH siempre ha sido para utilizar enzima immunoassays aquello detecta VIH-1, VIH-1 grupo O, y VIH-2. Cuándo exploración la combinación, si la prueba es positiva seguido por un VIH indeterminado-1 occidental blot, un seguir arriba prueba, como testaje de aminoácido, tiene que ser actuado para distinguir qué infección es presente. Según el NIH, una diagnosis diferencial de VIH-2 tendría que ser considerado cuándo una persona es de descenso africano Del oeste o ha tenido contacto sexual o compartió agujas con tal persona. África del oeste es en el riesgo más alto cuando es el origen del virus.

## Tratamientos
VIH-2 ha sido encontrado para ser menos patógeno que VIH-1. El mecanismo de VIH-2 no es claramente definido, ni la diferencia de VIH-1, aun así el índice de transmisión es mucho bajar en VIH-2 que VIH-1. Ambas infecciones pueden dirigir a #sida en afectó #el @individual y ambos pueden mutar para desarrollar resistencia de fármaco. Control de enfermedad en pacientes con VIH-2 incluye evaluación clínica y CD4 célula cuentas, mientras el tratamiento incluye Anti-Retroviral Terapia (ARTE), Revés de Nucleósido Transcriptase Inhibitors (NRTIs), Protease Inhibitors (PI), y No-Revés de Nucleósido Transcriptase Inhibitors (NNRTIs) con la adición de CCR5 co-antagonistas de receptor y fusión inhibitors.
Elección de inicial y/o segundo-terapia de línea para VIH-2 no ha sido todavía definido. VIH-2 aparece para ser resistente a NNRTIs intrínsecamente, pero puede ser sensible a NRTIs, aunque el mecanismo es mal entendió. Protease inhibitors Ha mostrado efecto variable, mientras integrase inhibitors también está siendo evaluó.  Combinación regimens del encima listó las terapias están siendo miradas a también, también mostrando el efecto variable que depende de los tipos de terapias combinaron. Mientras los mecanismos no son claramente entendidos para VIH-1 y VIH-2,  está sabido que utilizan diferentes pathways y patrones, haciendo los algoritmos utilizaron para evaluar VIH-1 resistencia-asoció las mutaciones irrelevantes a VIH-2.
Cada virus puede ser contraído individualmente, o pueden ser contraídos juntos en qué está referido a tan co-infección. VIH-2 parece para tener índices de mortalidad más baja, menos síntomas severos y progresión más lenta a #sida que VIH-1 solo o el co-infección. En co-infección, aun así, esto es en gran parte dependiente en qué virus estuvo contraído primero. VIH-1 tiende a fuera competir VIH-2 para progresión de enfermedad. Co-La infección parece para ser un problema de crecer globalmente tan progresos de tiempo, con más los casos que son identificados en países africanos Del oeste, así como algunos casos en los EE.UU..
	Si una madre embarazada está expuesta, la exploración está actuada como normal. Si VIH-2 es presente, un número de perinatal fármacos de ARTE pueden ser dados como prophylactic para bajar el riesgo de madre-a-transmisión de niño.  Después del niño nace, un estándar 6-semana régimen de estos prophylactics tendría que ser iniciado. Leche de pecho también puede contener partículas de VIH-2; por tanto, breastfeeding es estrictamente aconsejado en contra.

## Evolución
La evolución rápida de VIH puede ser atribuida al índice de mutación alto que tiene. Durante las etapas tempranas de mutación, la evolución aparece para ser neutro debido a la ausencia de una respuesta evolutiva. Aun así, cuándo examinando el virus en varios @individual diferentes, las mutaciones convergentes pueden ser encontradas apareciendo en estos viral poblaciones independientemente.
Evolución de VIH dentro de unos factores de influencias anfitriones que incluyen el virus' conjunto-señalar viral carga. Si el virus tiene un conjunto bajo-señalar viral carga, el anfitrión vivirá más largo, y hay una probabilidad más grande que el virus será transmitido a otro individuo. Si el virus tiene un conjunto alto-señalar viral carga, el anfitrión vivirá para cantidad más a escasa de tiempo y hay una probabilidad más baja que el virus será transmitido a otro @individual. VIH ha evolucionado a maximize el número de infecciones a otros anfitriones, y esta tendencia para selección para favorecer las tensiones intermedias muestra que VIH experimenta estabilizar selección.
El virus también ha evolucionado para devenir más contagioso entre anfitriones. Hay tres mecanismos diferentes que deja VIH para evolucionar en un nivel de población. Uno incluye la batalla continua para evolucionar y vencer el sistema inmunitario qué va más despacio la evolución de VIH y cambia el virus' foco hacia un nivel de población. Otro incluye la evolución lenta de viral carga debido a viral mutaciones de carga que son neutros dentro del anfitrión. El último foco de mecanismo en el virus' preferencia para transmitir que funda viral las tensiones almacenaron durante las etapas tempranas de infección. Esta preferencia del virus para transmitir sus copias de genoma almacenadas explica por qué VIH evoluciona más deprisa dentro del anfitrión que entre anfitriones.
El VIH está evolucionando hacia una forma más leve, pero todavía está "muy lejos" de dejar de ser mortal, y siguen apareciendo variantes graves.

### Mutaciones resistentes a medicamentos
Los aislados de VIH-1 y VIH-2 con resistencia a los fármacos antirretrovirales surgen a través de la selección natural y las mutaciones genéticas, que han sido rastreadas y analizadas. La base de datos de Stanford sobre la resistencia del VIH a los fármacos y la Sociedad Internacional del Sida publican listas de las más importantes; el primer año se enumeran 80 mutaciones comunes y el último 93 mutaciones comunes, y están disponibles a través de la base de datos de secuencias de RT y proteasas del VIH de Stanford.